# Il mondo di Patty - La storia più bella
Il mondo di Patty - La storia più bella è il primo album de Il mondo di Patty pubblicato in Italia il 2 dicembre 2008.
Si tratta della versione italiana del disco Patito Feo - La historia más linda.

## Contenuto
La confezione contiene un CD e un DVD: il CD raccoglie tutte le canzoni della serie compresa la sigla italiana dello show ed un comodo libretto con i testi dei brani; il DVD invece è composto da 7 videoclip musicali. Gli autori sono Carlos Nilson e Mario Schajrís.

## Tracce

### Edizione argentina
1. Laura Esquivel - Un rincón del corazón
2. Laura Esquivel - Fiesta
3. Brenda Asnicar - Las Divinas
4. Griselda Siciliani - Tarde de otoño
5. Laura Esquivel - ¿Y ahora qué?
6. Brenda Asnicar - Quiero, quiero
7. Ivan Nilson - Nadie más
8. Laura Esquivel e Brenda Asnicar - Amigos del corazón
9. Laura Esquivel e Juan Darthés - Algo tuyo en mí
10. Laura Esquivel - Sueño de amor
11. Juan Darthés - Un poco de silencio
12. Brenda Asnicar -Tango Lloron
13. Laura Esquivel - Cantemos màs fuerte
14. Laura Esquivel - Un rincón del corazón (Karaoke)
15. Brenda Asnicar - Las Divinas (Karaoke)

### Edizione italiana
Standard Edition
1. Ambra Lo Faro - Un angolo di cuore
2. Laura Esquivel - Fiesta
3. Brenda Asnicar - Las Divinas
4. Griselda Siciliani - Tarde de otoño
5. Laura Esquivel - Y ahora qué
6. Brenda Asnicar - Quiero, quiero
7. Ivan Nilson- Nadie más
8. Laura Esquivel, Brenda Asnicar - Amigos del corazón
9. Juan Darthés, Laura Esquivel - Algo tuyo en mi
10. Laura Esquivel - Sueño de amor
11. Juan Darthés - Un poco de silencio

Bonus track (contenute nella versione digitale)
1. Un Angolo Di Cuore (Karaoke)
2. Quiero, Quiero (Karaoke)
3. Fiesta (Karaoke)
4. Las Divinas (Karaoke)
5. Amigos Del Corazón (Karaoke)
6. Sueño De Amor (Karaoke)
7. Algo Tuyo En Mi (Karaoke)

## Classifica FIMI
| Posizione | 14 | 12 | 12 | 13 | 7  | 10 | 8  | 7  | 12 | 13 | 16 | 16 | 23 | 18 | 20 | 13 | 11 | 18 | 14 | 17 | 13 | 7  | 4  | 6  | 6  | 7  | 4  | 5  | 5  | 6  |
| Settimana | 31 | 32 | 33 | 34 | 35 | 36 | 37 | 38 | 39 | 40 | 41 | 42 | 43 | 44 | 45 | 46 | 47 | 48 | 49 | 50 | 51 | 52 | 53 | 54 | 55 | 56 | 57 | 58 | 59 | 60 |
| Posizione | 8  | 8  | 10 | 10 | 11 | 9  | 4  | 7  | 4  | 4  | 3  | 2  | 2  | 1  | 1  | 2  | 3  | 5  | 5  | 5  | 7  |    |    |    |    |    |    |    |    |    |

## Classifica Messico
| Classifica     | Posizione |
| -------------- | --------- |
| México Top 100 | 13        |

## Curiosità
- A maggio 2009 è uscita una nuova edizione del disco con copertina rigida, contenente anche la fascia per capelli con lo stemma della scuola che frequenta Patty, la Pretty Land School Of Arts.
- Nell'ottobre 2009 il CD ha vinto il disco d'oro in Italia. Il premio è stato consegnato alla protagonista della serie, Laura Esquivel, durante la trasmissione televisiva Chi ha incastrato Peter Pan?, condotta da Paolo Bonolis con Luca Laurenti.
- Nel giugno 2022 la rapper italiana Anna ha campionato il brano delle Las divinas nel suo singolo, Gasolina.